# 哈爾丁
哈爾丁是哥倫比亞的城鎮，位於該國北部，由安蒂奧基亞省負責管轄，距離首府麥德林134公里，始建於1864年，面積224平方公里，海拔高度1,750米，2005年人口14,323。
5°35.99′N 75°49.19′W / 5.59983°N 75.81983°W